# فيكتور أدولف مالتي بران
كان فيكتور أدولف مالتي بران (25 نوفمبر 1816 - 13 يوليو 1889) جغرافي وعالم خرائط فرنسي.

## السيرة الذاتية
ولد في باريس، فرنسا، وهو ابن كونراد مالتي بران، جغرافي آخر، ومن أصل دنماركي ومؤسس الجمعية الجفرافية (Société de Géographie). وبعد أن أصبح أستاذًا في التاريخ في العديد من الكليات، كرس نفسه للدراسات الجغرافية بشكل خاص.
وفي عام 1851، أصبح فيكتور عضوًا في الجمعية الجغرافية، وسرعان ما ترقى ليصبح أمينها العام. وكان أيضًا المحرر الرئيسي لـNouvelles Annales des Voyage (السجلات الجديدة للأسفار).
ومات في ماركوسي في إقليم إقليم إيسون ودُفن في مقبرة مونبارناس في باريس.

## الإرث
تمت تسمية أحد الشوارع في ماركوسي على اسمه (الشارع الذي كان يعيش فيه).
وهناك جبل في نيوزيلندا في جبال الألب الجنوبية على الجزيرة الجنوبية يحمل أيضًا اسمه: )مالتي بران. ووفقًا لمن أطلق على الجبل هذا الاسم، يقول السير جوليوس فون هاست (ص 450-452 في سيرته الذاتية) أن القصد من هذا كان لتكريم الابن.

## بيان جزئي بمؤلفاته
- Jeunes voyageurs en France (1840)
- Destinée de Sir John Franklin dévoilée (1860)
- Nouvelles acquisitions des Russes dans l'Asie orientale (1861)
- Les États-Unis et le Mexique (1862)
- Coup d'œil sur le Yucatan (1864)
- Sonora et ses mines (1864)
- Canal interocéanique du Darien (1865)
- Histoire de Marcoussis (History of Marcoussis) (1867)
- Histoire géographique et statistique de l'Allemagne (4to, 1866-'8)
- La France illustrée (Illustrated France, volumes I and V, 1882)

كما نشر أيضًا طبعة منقحة من جفرافيا والده (8 مجلدات، 1852-55).

## وصلات خارجية
- Picture of Mount Maltebrun